# Nappali műszak
A Nappali műszak (eredeti cím: Day Shift) 2022-ben bemutatott amerikai vámpíros akció filmvígjáték, melyet rendezői debütálásában J. J. Perry rendezett. A forgatókönyvet Tyler Tice és Shay Hatten írta Tice története alapján. A főszerepben Jamie Foxx, Dave Franco, Snoop Dogg, Natasha Liu Bordizzo, Meagan Good, Karla Souza, Steve Howey és Scott Adkins látható.
2022. augusztus 12-én jelent meg a Netflixen, és vegyes véleményeket kapott a kritikusoktól.

## Cselekmény
Egy keményen dolgozó édesapa jó életet akar biztosítani a talpraesett 8 éves kislányának. Mindennapi San Fernando Valley-i medencetisztítói munkája csak álca az igazi bevételi forrásához: vámpírokra vadászik és vámpírokat öl.

## Szereplők
| Szerep              | Színész              | Magyar hang        |
| ------------------- | -------------------- | ------------------ |
| Bud Jablonski       | Jamie Foxx           | Kálid Artúr        |
| Seth                | Dave Franco          | Hamvas Dániel      |
| Big John Elliott    | Snoop Dogg           | Nagypál Gábor      |
| Heather             | Natasha Liu Bordizzo | Bogdányi Titanilla |
| Jocelyn Jablonski   | Meagan Good          | Pikali Gerda       |
| Audrey San Fernando | Karla Souza          | Nemes Takách Kata  |
| Mike Nazarian       | Steve Howey          | Papp Dániel        |
| Diran Nazarian      | Scott Adkins         | Zöld Csaba         |
| Klaus               | Oliver Masucci       | Péter Richárd      |
| Ralph Seeger        | Eric Lange           | Kapácsy Miklós     |
| Troy                | Peter Stormare       | Törköly Levente    |
| Paige Jablonski     | Zion Broadnax        | Bak Julianna       |

## A film készítése
A forgatókönyvet Tyler Tice írta, Shay Hatten pedig átdolgozta. Chad Stahelski, Jason Spitz, Jamie Foxx, Shaun Redick Yvette Yates Redick, Datari Turner és Peter Baxter voltak a producerek. A Netflix 2020. október 20-án jelentette be a filmet, bejelentve, hogy Foxx csatlakozott a stábhoz. A további szereplőket 2021 áprilisában jelentették be. 2021. április 19. és augusztus 22. között a kaliforniai Los Angelesben megkezdték a forgatást.
Tyler Bates szerezte a filmzenét. A Netflix Music adta ki a filmzenét.

## Bemutató
A Nappali műszak 2022. augusztus 12-én jelent meg a Netflixen.